# Bayerotrochus tangaroanus
Bayerotrochus tangaroanus (Bouchet & Métivier, 1982) é uma espécie de molusco gastrópode marinho da família Pleurotomariidae, nativa da região sudoeste do oceano Pacífico.

## Descrição
Bayerotrochus tangaroanus possui concha com superfície reticulada, de coloração esbranquiçada ou creme, de até 8 centímetros, com forma de turbante cônico. As espécies do gênero Bayerotrochus são geralmente mais frágeis, arredondadas e menos esculpidas em sua superfície do que os outros três gêneros viventes de Pleurotomariidae.[carece de fontes?]

## Distribuição geográfica
Esta espécie foi coletada na região sudoeste do oceano Pacífico (Tasmânia e Nova Zelândia).